# Anio Novus

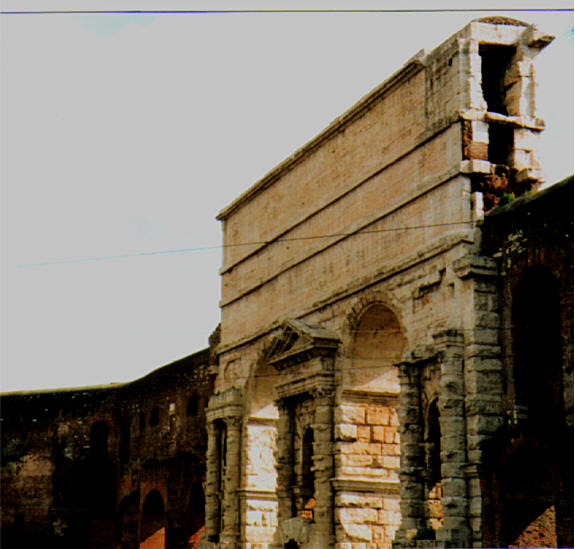
Restes dels aqüeductes Aqua Claudia i Acqua Anio Novus, integrats en la Muralla Aureliana com una porta l'any 271.

Anio Novus era el nom d'un dels aqüeductes de Roma.
L'aqüeducte el va començar a construir Calígula l'any 38 i el va acabar Claudi l'any 52. El va inaugurar l'emperador quan va complir 61 anys, juntament amb l'Aqua Claudia, l'1 d'agost. Rebia el seu nom pel riu Anio a la milla 42 de la Via Sublacense, una ramificació de la via Valèria, d'on originàriament prenia la seva aigua. Era l'aqüeducte de nivell més alt de tots els que arribaven a la ciutat de Roma. S'aixecava trenta metres per damunt de la vall de l'Empolitana per un pont de 300 metres, i arribava a Roma per les arcades d'un aqüeducte que podien arribar a tenir 36 metres d'alçada. L'Aqua Claudia també prenia les aigües de l'Arno, en un lloc més proper a les seves fonts.
Després que l'aigua fos propensa a enterbolir-se, Trajà va utilitzar els dos llacs superiors dels tres que havia construït Neró com a ornament de la seva vila a Subiaco, allargant així l'aqüeducte a 58 milles i 700 passos, de manera que la longitud de 62 milles que es dona a l'aqüeducte original a la inscripció de Claudi sobre la Porta Maior es considera un error.
Els dos aqüeductes, des del temps de Trajà, s'iniciaven en uns llacs artificials. Els llacs van ser creats per preses al riu, i eren les més altes de qualsevol construcció romana. Van ser destruïts pel riu en l'època medieval. El seu volum a l'entrada era de 196.627 m³ en 24 hores. Des del seu tanc de filtratge prop del 7è mil·liari de la Via Llatina es transportava sobre els majestuosos arcs de l'Aqua Claudia, en un canal immediatament superposat sobre l'Anio Novus, que degut al sobrepès es van haver de reparar moltes vegades. Abans de les reformes l'aqüeducte es feia servir sovint per a compensar les deficiències dels altres aqüeductes, i, sent tèrbola, les tornava impures. Els dos aqüeductes entraven a Roma per la Porta Maggiore, per on hi sortien dues vies antigues, la Via Praenestina i la Via Labicana. És descrit amb cert detall per Sext Juli Frontí en la seva obra De Aquae ductibus Urbis Romae.